# Bistum Aqra
Das Bistum Aqra (Akra) (lateinisch Dioecesis Akrensis) war ein mit der römisch-katholischen Kirche uniertes chaldäisch-katholische Bistum mit Sitz in Akrê in der durch die Autonome Region Kurdistan kontrollierten Nordirak. Das Bistum wurde am 24. Februar 1910 gegründet. Am 22. Dezember 2018 wurde es durch die Vereinigung mit der Erzeparchie Mossul aufgehoben.

## Ordinarien
- Elias Mellus (1864–1890), später Bischof von Mardin
- Giovanni Sahhar (1890–1910)
- Eliya Abuna (1924), Patriarchalvikar
- Paul Cheikho (1947–1957), später Bischof von Aleppo
- André Sana (1957–1977), später Erzbischof von Kirkuk
- Abdul-Ahad Rabban OAOC (1980–1998) 
  - Sedisvakanz von 1998 bis 2018, dann aufgehoben